# Athlétisme aux Jeux panarabes de 1999
Navigation
Beyrouth 1997 Alger 2004
Les épreuves d'athlétisme aux Jeux panarabes de 1999 ont eu lieu du 11 au 14 août 1999 à Irbid, en Jordanie.

## Résultats

### Hommes
| Event                | Or                            | Or             | Argent                       | Argent         | Bronze                        | Bronze         |
| -------------------- | ----------------------------- | -------------- | ---------------------------- | -------------- | ----------------------------- | -------------- |
| 100 mètres           | Jamal Al-Saffar (KSA)         | 10 s 39        | Saad Muftah Al-Kuwari (QAT)  | 10 s 43        | Sultan Mohamed Al-Sheib (QAT) | 10 s 47        |
| 200 mètres           | Hamoud Al-Dalhami (OMA)       | 20 s 65 w      | Mohamed Al-Houti (OMA)       | 20 s 81 w      | Ibrahim Ismail Muftah (QAT)   | 21 s 01        |
| 400 mètres           | Ibrahim Ismail Muftah (QAT)   | 45 s 7         | Sofiane Labidi (TUN)         | 45 s 9         | Hamdan Al-Bishi (KSA)         | 46 s 4         |
| 800 mètres           | Ali Hakimi (TUN)              | 1 min 49 s 76  | Rachid Khoua (MAR)           | 1 min 50 s 16  | Mouhssin Chehibi (MAR)        | 1 min 50 s 40  |
| 1 500 mètres         | Ali Hakimi (TUN)              | 3 min 43 s 43  | Youssef Baba (MAR)           | 3 min 43 s 91  | Mohammed Amyn (MAR)           | 3 min 47 s 19  |
| 5 000 mètres         | Adil Kaouch (MAR)             | 14 min 05 s 71 | Ahmed Ibrahim Warsama (QAT)  | 14 min 05 s 99 | Said Al-Brewei (MAR)          | 14 min 19 s 71 |
| 10 000 mètres        | Ahmed Ibrahim Warsama (QAT)   | 30:13 s 3      | ?                            | ?              | ?                             | ?              |
| 110 mètres haies     | Mubarak Khasif (QAT)          | 14 s 05        | Nassim Qarbani Ibrahim (QAT) | 14 s 17        | Mohamed Samy (EGY)            | 14 s 33        |
| 400 mètres haies     | Hadi Soua'an Al-Somaily (KSA) | 50 s 02        | Zahr-Edin Al Najem (SYR)     | 50 s 38        | El Hefeny Ibrahim (EGY)       | 51 s 58        |
| 3 000 mètres stteple | Ridha Chikhaoui (TUN)         | 8 min 52 s 52  | Hassan Al-Asmari (KSA)       | 8 min 56 s 24  | Zouhair Ouerdi (MAR)          | 8 min 58 s 84  |
| 4 × 100 mètres       | Arabie saoudite               | 39 s 62        | Qatar                        | 39 s 63        | Oman                          | 39 s 78        |
| 4 × 400 mètres       | Arabie saoudite               | 3 min 06 s 72  | Maroc                        | 3 min 07 s 17  | Égypte                        | 3 min 09 s 25  |
| Marathon             | Ahmed Abdelmogoud (EGY)       | 2 h 31 min 16  | Tahar Mansouri (TUN)         | 2 h 33 min 46  | Adel El-Deli (LBA)            | 2 h 34 min 15  |
| 20 km marche         | Hatem Ghoula (TUN)            | 1 h 40 min 01  | ?                            | ?              | ?                             | ?              |
| Saut en hauteur      | Fakhredin Fouad (JOR)         | 2 m 19         | Jean-Claude Rabbath (LIB)    | 2 m 16         | Ali Mohamed Fadaak (QAT)      | 2 m 13         |
| Saut à la perche     | Mohamed Bedioui (TUN)         | 5 m 00         | Abdulla Ghanim Saeed (QAT)   | 4 m 80         | Moulay Rachid Alaoui (MAR)    | 3 m 80         |
| Saut en longueur     | Hussein Al-Sabee (KSA)        | 7 m 93         | Mehdi El Ghazouani (MAR)     | 7 m 76         | Abdulrahman Al-Nubi (QAT)     | 7 m 72         |
| Triple saut          | Mohamed Abdulaziz Hamdi (QAT) | 16 m 44        | Salem Al-Ahmedi (KSA)        | 16 m 35        | Majed Abdulsadah (IRQ)        | 16 m 23        |
| Lancer du poids      | Bilal Saad Mubarak (QAT)      | 18 m 83        | ?                            | ? m            | ?                             | ? m            |
| Lancer du disque     | Rashid Shafi Al-Dosari (QAT)  | 59 m 51        | Abdullah Al-Shammari (KSA)   | 55 m 23        | Khalid Al-Khalidi (KSA)       | 54 m 94        |
| Lancer du marteau    | Samir Haouam (ALG)            | 68 m 75        | Yamine Abdelmoneim (EGY)     | 65 m 02        | Hamad Al-Khodhairi (QAT)      | 58 m 52        |
| Lancer du javelot    | Ali Saleh Al-Jadani (KSA)     | 77 m 85        | Firas Al-Mahamid (SYR)       | 72 m 91        | Maher Ridane (TUN)            | 71 m 47        |
| Décathlon            | Anis Riahi (TUN)              | 7 341 pts      | Ahmad Hassan Moussa (QAT)    | 7 307 pts      | Rédouane Youcef (ALG)         | 7 171 pts      |

### Femmes
| Épreuves             | Or                                                                    | Or             | Argent                       | Argent         | Bronze                      | Bronze         |
| -------------------- | --------------------------------------------------------------------- | -------------- | ---------------------------- | -------------- | --------------------------- | -------------- |
| 100 mètres[a]        | Fatima Zahra Dkouk (MAR)                                              | 11 s 72 w      | Karima Meskin Saad (EGY)     | 11 s 80 w      | Awatef Hamrouni (TUN)       | 11 s 96 w      |
| 200 mètres[b]        | Fatima Zahra Dkouk (MAR)                                              | 24 s 58        | Awatef Hamrouni (TUN)        | 24 s 94        | Awatef Ben Hassine (TUN)    | 27 s 42        |
| 400 mètres           | Awatef Ben Hassine (TUN)                                              | 55 s 46        | Karima Meskin Saad (EGY)     | 56 s 14        | Bouchra Zboured (MAR)       | 56 s 58        |
| 800 mètres           | Nahida Touhami (ALG)                                                  | 2 min 06 s 17  | Saadid Saadi (MAR)           | 2 min 06 s 21  | Abir Nakhli (TUN)           | 2 min 07 s 37  |
| 1 500 mètres         | Fatma Lanouar (TUN)                                                   | 4 min 19 s 29  | Samira Raif (MAR)            | 4 min 20 s 29  | Seloua Ouaziz (MAR)         | 4 min 21 s 69  |
| 5 000 mètres         | Saliha Khaldoun (MAR)                                                 | 16 min 46 s 1  | Fatma Lanouar (TUN)          | 17 min 05 s 04 | Bouchra Benthami (MAR)      | 17 min 11 s 68 |
| 10 000 mètres        | Asmae Leghzaoui (MAR)                                                 | 32 min 56 s 76 | Malika Asahssah (MAR)        | 35 min 46 s 00 | Soulef Bouguerra (TUN)      | 35 min 48 s 12 |
| 100 mètres haies     | Saida Rouchdi (MAR)                                                   | 15 s 01        | Zine-Bahi Othmani (TUN)      | 15 s 37        | Rola Hambersmian (SYR)      | 15 s 49        |
| 400 mètres haies     | Zahra Lachguer (MAR)                                                  | 60 s 62        | Houreya Al-Mohandess (MAR)   | 61 s 70        | Hala Ahmed Abderrahim (EGY) | 63 s 38        |
| 4 × 100 mètres[c]    | Tunisie                                                               | 48 s 49        | Égypte                       | 49 s 49        | Jordanie                    | 51 s 21        |
| 4 × 400 mètres       | Maroc Bouchra Zboured Najia Bouaati Zahra Lachguer Houria El Mohandis | 3 min 43 s 50  | Tunisie                      | 3 min 44 s 70  | Égypte                      | 4 min 06 s 94  |
| Semi-marathon        | Nadia Ejjafini (MAR)                                                  | 1 h 16 min 36  | Nasria Azaïdj (ALG)          | 1 h 16 min 59  | Zeinab Bakour (SYR)         | 1 h 18 min 11  |
| 10 km marche         | Nagwa Ibrahim (EGY)                                                   | 51 min 06      | Bahia Boussad (ALG)          | 53 min 39      | Wafaa Mohamed (TUN)         | 1 h 00 min 01  |
| Saut en hauteur      | Ghada Shouaa (SYR)                                                    | 1 m 78         | Sarah Bouaoudia (ALG)        | 1 m 75         | Rim Salma Achour (TUN)      | 1 m 75         |
| Saut à la perche     | Syrine Balti (TUN)                                                    | 3 m 60         | Aida Mohsni (TUN)            | 3 m 20         | Racha Karam Mohamed (EGY)   | 3 m 00         |
| Saut en longueur     | Fatima Zahra Dkouk (MAR)                                              | 6 m 50         | Ghada Shouaa (SYR)           | 6 m 19         | Sarah Bouaoudia (ALG)       | 5 m 70         |
| Triple saut          | Ilham Bensalah (TUN)                                                  | 12 m 97        | Fatima Zahra Dkouk (MAR)     | 12 m 66        | Monia Jelassi (TUN)         | 12 m 57        |
| Lancer du poids      | Nada Kawar (JOR)                                                      | 17 s 33 m      | Ghada Shouaa (SYR)           | 16 s 25 m      | Wafaa Ismail Baghdadi (EGY) | 15 s 57 m      |
| Lancer du disque     | Nada Kawar (JOR)                                                      | 57 m 52        | Monia Kari (TUN)             | 57 m 43        | Walaa Khalil Ibrahim (EGY)  | 43 m 52        |
| Lancer du marteau[d] | Marwa Hussein (EGY)                                                   | 58 m 97        | Djida Nawel Ialloulène (ALG) | 50 m 31        | Monia Kari (TUN)            | 49 m 91        |
| Lancer du javelot    | Ghada Shouaa (SYR)                                                    | 55 m 14        | Aïda Sellam (TUN)            | 48 m 69        | Many Mostafa (EGY)          | 41 m 98        |
| Heptathlon           | Hanen Dhouibi (TUN)                                                   | 4 853 pts      | Rola Hambersmian (SYR)       | 4 592 pts      | Manal Baki (TUN)            | 4 537 pts      |

- a  La Marocaine Siham Hanafi est la championne initiale en 11,48 secondes, avant sa disqualification pour dopage
- b  La Marocaine Siham Hanafi est la championne initiale en 24,34 secondes, avant sa disqualification pour dopage
- c  Le relais marocain est le vainqueur initial en 46,89 secondes, avant la disqualification de  Siham Hanafi pour dopage
- d  La Marocaine Karima Shaheen est la médaillée de bronze initiale avec 49,91 mètres, avant sa disqualification pour dopage